# Hawkins (Texas)
Hawkins è una città degli Stati Uniti d'America, situata nello Stato del Texas (nella Contea di Wood). Il suo nome è famoso per essere la fittizia cittadina dell’Indiana in cui sono ambientati gli eventi della serie fantascientifica Stranger Things, ambientata negli anni ‘80.